# Erika (molie)
Erika este un gen de molii din familia Lymantriinae.